# Odznaka „Turysta Przyrodnik”

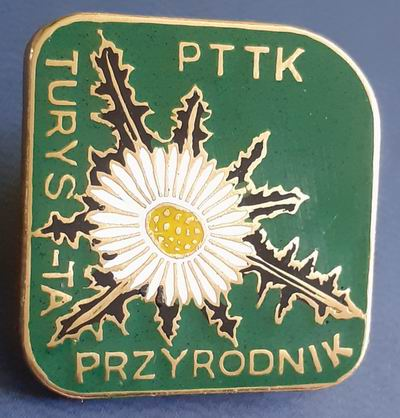
Odznaka „Turysta Przyrodnik” w stopniu popularnym.

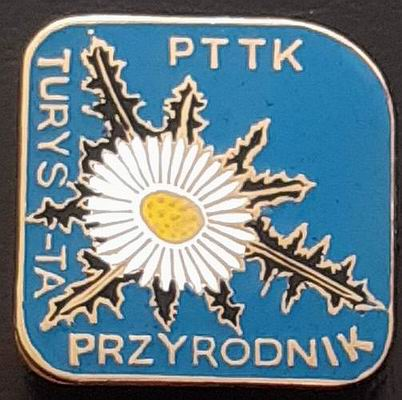
Odznaka „Turysta Przyrodnik” w stopniu małym brązowym.

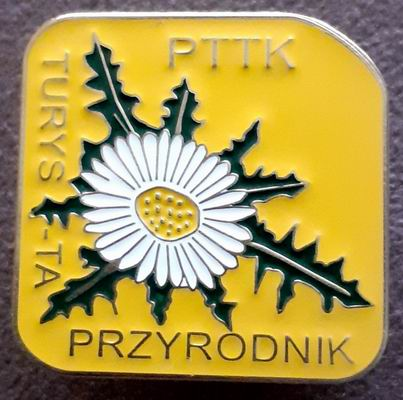
Odznaka „Turysta Przyrodnik” w stopniu małym srebrnym.

Odznaka „Turysta Przyrodnik” – odznaka ustanowiona przez Polskie Towarzystwo Turystyczno-Krajoznawcze, na wniosek Komisji Ochrony Przyrody Zarządu Głównego PTTK w 1979 roku. Ma za zadanie propagowanie turystyki przyrodniczej, kształtowanie właściwych postaw turystów wobec ojczystej przyrody oraz inspirację do jej ochrony. 

## Odznaka
Odznaka posiada cztery kategorie: popularną, małą, dużą oraz honorową. Odznaka popularna i honorowa są jednostopniowe, a mała i duża posiadają trzy stopnie: brązowy, srebrny i złoty. Kolejne stopnie przyznawane są za zebranie odpowiedniej liczby punktów, które uzyskuje się na wszelkiego typu wycieczkach grupowych i indywidualnych wyłącznie na terenie Polski, odwiedzając parki narodowe, krajobrazowe, rezerwaty, pomniki przyrody i inne obiekty przyrodnicze. Małe odznaki można zdobywać od 7, a duże od 18 roku życia. Wizerunek odznaki stanowi dziewięćsił bezłodygowy na tle o różnym kolorze w zależności od kategorii i stopnia odznaki:
- popularna – na tle zielonym emaliowanym;
- mała:
  - brązowa – na tle niebieskim emaliowanym,
  - srebrna – na tle żółtym emaliowanym,
  - złota – na tle białym emaliowanym;
- duża: 
  - brązowa – na tle brązowym oksydowanym,
  - srebrna – na tle srebrnym oksydowanym,
  - złota – na tle złotym oksydowanym;
- honorowa – na tle czerwonym emaliowanym.

Nadzór nad odznaką sprawuje Komisja Ochrony Przyrody Zarządu Głównego PTTK, a kadrą programową odpowiedzialną za nią są Instruktorzy Ochrony Przyrody.